# (35170) 1993 TM
1993 تي أم (ويعرف أيضًا باسم (35170) 1993 تي أم وفق تسمية الكوكب الصغير) (بالإنجليزية: 1993 TM)‏ هو كويكب ضمن حزام الكويكبات؛ وترتيبه 35170 من حيث الاكتشاف.
اكتُشف هذا الجُرم الفلكي بواسطة Kin Endate ‏ في 8 أكتوبر 1993.

## وصلات خارجية
- (35170) 1993 TM في قاعدة بيانات مختبر الدفع النفاث لأجرام النظام الشمسي الصغيرة

- الاكتشاف · مخطط المدار ·  العناصر المدارية · المعلمات المادية

- (35170) 1993 TM على موقع ويكي سكاي: DSS2, SDSS, GALEX, IRAS, Hydrogen α, X-Ray, Astrophoto, Sky Map, Articles and images